# (5456) Merman
(5456) Merman (1979 HH3) – planetoida z pasa głównego asteroid okrążająca Słońce w ciągu 3,62 lat w średniej odległości 2,36 j.a. Odkryta 25 kwietnia 1979 roku.